# Àlias Serrallonga
Àlias Serrallonga és una obra de teatre de creació col·lectiva de la companyia Els Joglars que es va estrenar el 8 de desembre de 1974 al Polideportivo Anoeta de Sant Sebastià i a Catalunya el 14 de desembre de 1974 a l'Associació Cultural de Granollers. Se'n feren fins a cinc-centes cinquanta funcions.
Amb direcció d'Albert Boadella i escenografia i vestuari de Fabià Puigserver, era un espectacle de mim i pantomima amb text, danses i cançons populars. El repartiment comptava amb la presència d'Albert Boadella, Pau Casares, Elisa Crehuet, Víctor Martínez de la Hidalga, Núria Nebot, Fermí Reixach, Gabriel Renom, Glòria Rognoni i Jaume Sorribas.
En una representació per al circuit català de Televisió Espanyola, un accident va deixar tetraplègica l'actriu Glòria Rognoni després de caure des d'una estructura metàl·lica que formava part de l'escenografia. Aquest incident va fer que s'incorporessin a la companyia Ferran Rañé i Anna Rosa Cisquella (el personatge de l'accidentada es va desdoblar).

## Anàlisi
Es tracta d'un espectacle que planteja tres escenaris simultanis seguint un esquema simbòlic. D'una banda, un teatrí que reproduïa, en un escenari tradicional a la italiana, de forma paròdica la Cort espanyola de Felip IV i un practicable i una torre de mecanotub, que representava l'espai del poble.
La funció parlava del famós bandoler Joan Sala i a través d'una auca se'n relatava la vida. S'hi tracta de contrastar la vida de la Cort espanyola amb la vida de la pagesia catalana, que sobreviu a les plagues, a la manca d'aliments i que, finalment, es revolta i pren el camí del bandolerisme. Boadella combina amb eficàcia elements procedents de la cultura popular (la Patum, les cançons populars) amb referències artístiques i pictòriques del segle xvii (Diego de Velázquez) i elements contemporanis (els operaris que prenen Serrallonga o els turistes alemanys de l'epíleg). Segons Enric Ciurans, el recurs emprat per recrear la tortura prèvia a l'execució del bandoler fou una troballa excel·lent que donava la mesura del domini dels recursos escènics de la companyia. Mentre en llatí es formulava l'acusació i la sentència, un actor anava tallant amb els estris d'un carnisser les entranyes d'un animal. A cada cop de ganivet, Fermí Reixach cridava esgarrifosament.

## Crítiques i reconeixements
Jaume Melendres escrigué a Tele-Exprés el març de 1975: «Així doncs, la gran innovació joglaresca d'Àlias Serrallonga no és el recobrament de la paraula, sinó el de la narració. Per primera vegada a la seva biografia, Els Joglars ens narren una història, encadenen lògicament i cronològicament uns fets per trobar un sentit en aquest encadenament. Aquest és el gran salt dels Joglars, la gran ruptura amb el seu propi passat».
L'espectacle es presentà al Festival de Caracas (1976) i va obtenir-hi el premi al millor espectacle estranger presentat. També va ser guardonat amb Premi Crítica Serra d'Or de Teatre l'any 1975.